# Shivaji
Shivaji Bhonsle (Junnar, 19 febbraio 1630 – Mahad, 3 aprile 1680) è stato un maragià e un Imperatore Maratha (India).
Questo principe marāthā - di casta (o varṇa) contadina, ovverosia un vaiśya - della città di Bijapur, guidò il suo popolo in una guerra vittoriosa contro l'Imperatore moghul Aurangzeb nel 1664.
Ottenuta l'autonomia, riuscì in circa 10 anni ad assoggettare buona parte del Deccan.
Il suo status di Chhatrapati dei Marāthā - titolo che gli fu conferito secondo il rituale brahmanico - fu ufficialmente riconosciuto nel 1674 dallo stesso imperatore mughal, dopo una nuova guerra.

## Discendenza
Shivaji nacque in una famiglia del clan maratha dei Bhonsle, che si diceva discendente della famiglia reale Rajput Suryavanshi Sisodia di Udaipur. Maloji, nonno paterno di Shivaji, aveva un fratello minore, Vithoji. 
Maloji (1552–1597) era stato un generale influente del Sultanato di Ahmadnagar e fu insignito del titolo onorifico sovrano di "Raja", ricevendo diritti deshmukhi su Pune, Supe, Chakan e Indapur per le sue spese militari. Gli fu assegnato il Forte Shivneri come residenza sua e della sua famiglia, intorno al 1590.

## Gioventù
Shivaji nacque nel Forte di Shivneri, vicino alla città di Junnar, in quello che è il Distretto di Pune. Gli studiosi discutono sulla sua data di nascita. Il governo del Maharashtra indica il 19 febbraio del calendario giuliano (equivalente al 1º marzo 1630 in quello gregoriano) Altri studiosi indicano invece il 6 aprile 1627 o date vicine. Shivaji ricevette il suo nome in onore della divinità femminile Shivai. Il padre di Shivaji, Shahaji Bhonsle, era un generale maratha che aveva prestato servizio nei Sultanati del Deccan. Sua madre si chiamava Jijabai ed era figlia di Lakhuji Jadhavrao di Sindhkhed, un sardar fedele ai Mughal che si diceva discendente di una famiglia reale Yadav di Devagiri.
Al tempo in cui nacque Shivaji, il potere in Deccan era diviso fra tre Sultanati musulmani: il Sultanato di Bijapur, quello di Ahmednagar e Golkonda. Shahaji spesso garantì la sua lealtà ai Niẓāmshāhī di Aḥmadnagar, oppure agli ʿĀdilshāhī di Bijapur o anche ai Mughal, ma mantenne sempre il suo feudo (jagir) a Pune e un suo piccolo esercito.

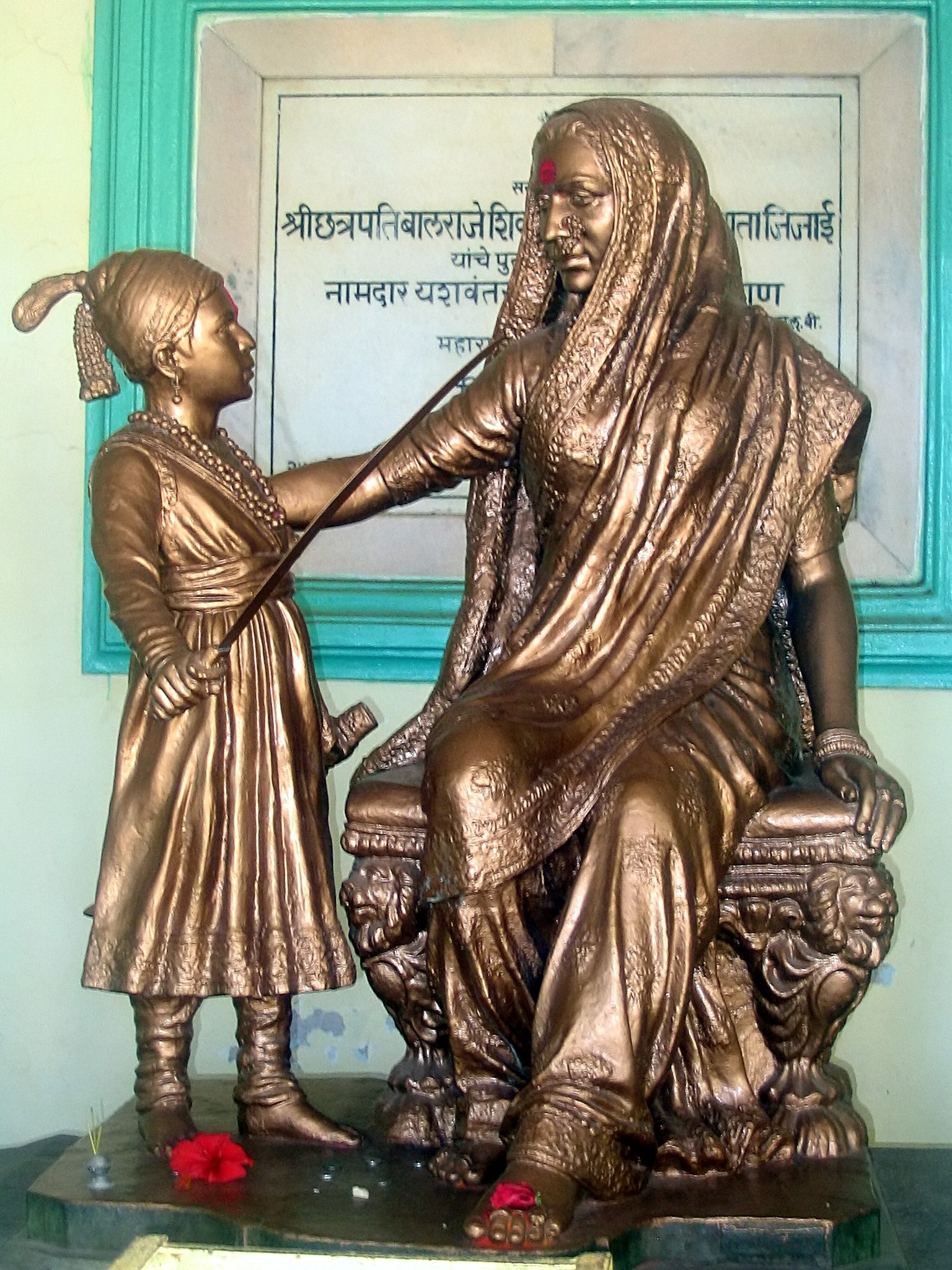
Statua di Shivaji da giovane, con la madre Jijabai, eretta nel Forte di Shivneri negli anni sessanta del XX secolo.

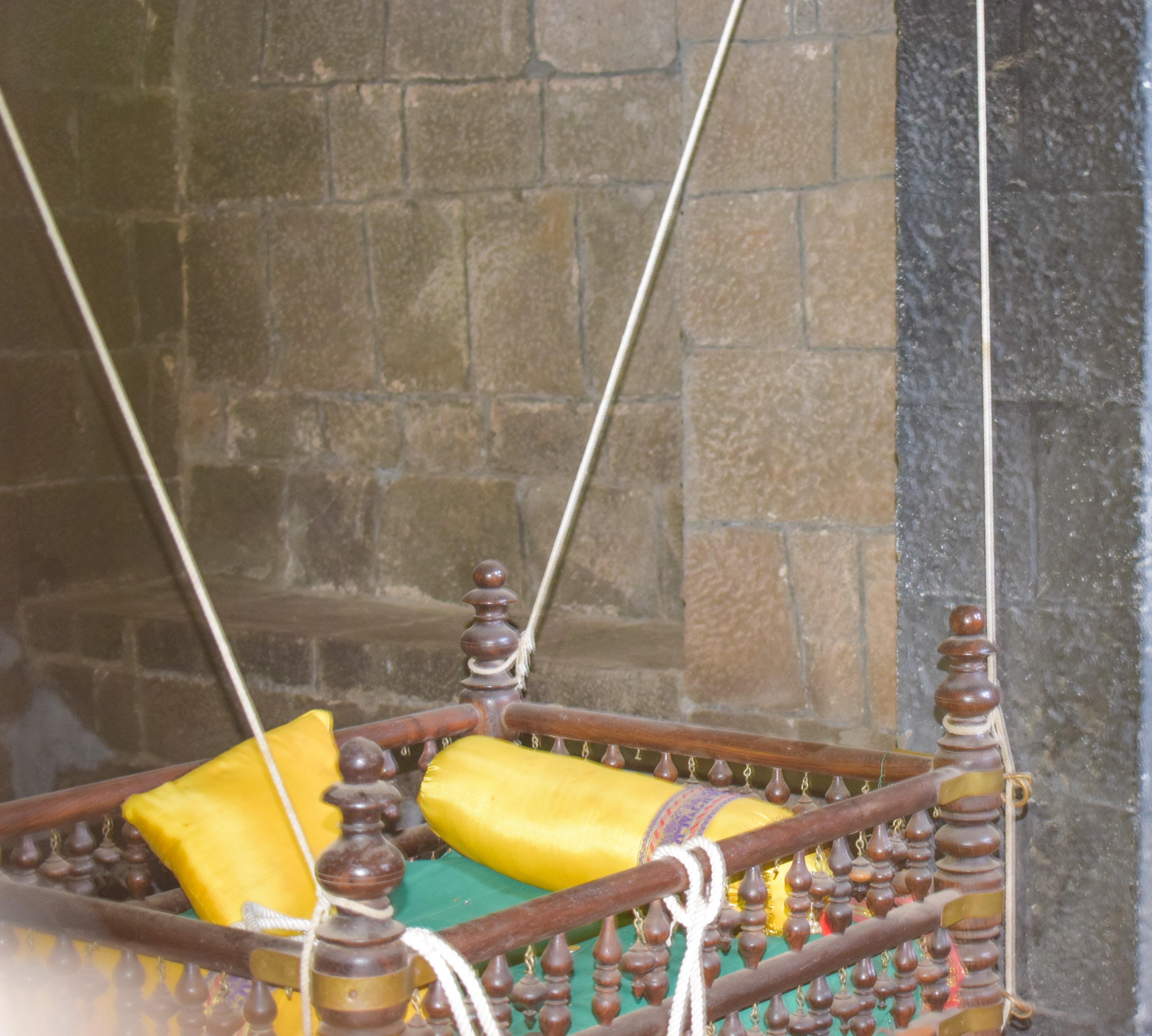
Una culla nel Forte di Shivneri che si dice sia stata usata per il piccolo Shivaji.

### Educazione
Shivaji era assai legato alla madre Jijabai, che era profondamente religiosa. Anche i suoi studi sull'epica religiosa hindu, il Rāmāyaṇa e il Mahābhārata, influenzarono la sua costante difesa dei valori induisti. Era assai interessato allo studio religioso e regolarmente ricercava la compagnia dei santoni hindu. Il padre Shahaji si sposò una seconda volta, con Tuka Bai della famiglia Mohite. Avendo concluso una pace coi Mongoli, cedendo loro sei fortini, andò a servire nel Sultanato di Bijapur e fece trasferire a Pune Shivaji e Jijabai da Shivneri, lasciandoli alle cure del suo jagir (amministratore), Dadoji Konddeo, a cui va riconosciuto il merito di aver supervisionato l'istruzione e la formazione del giovane Shivaji.
Molti dei compagni di Shivaji, e poi un gran numero dei suoi soldati, provenivano dalla regione del Malwa, inclusi Yesaji Kank, Suryaji Kakade, Baji Pasalkar, Baji Prabhu Deshpande e Tanaji Malusare. Shivaji viaggiò per le colline e le foreste di Sahyadri coi suoi amici Maval, affinando i suoi talenti e prendendo familiarità col territorio: cosa che gli sarebbe stata poi utile nella sua carriera militare. Lo spirito indipendente e i suoi legami con la gioventù del Malwa non erano condivisi da Dadoji, che se ne lamentò senza successo con Shahaji.
Nel 1639, Shahaji era stazionato a Bangalore, che era stata conquistata dai Nayak che ne avevano assunto il controllo dopo la fine dell'Impero Vijayanagara. Gli fu chiesto di rimanere e di sistemare la zona. Shivaji fu mandato a Bangalore dove era stato inizialmente educato con suo fratello maggiore Sambhaji e suo fratellastro Ekoji I. Sposò nel 1640 Saibai, appartenente all'importante famiglia dei Nimbalkar. Appena quindicenne, nel 1645, Shivaji espresse il proprio convincimento nella necessità della Hindavi Swarajya (autogoverno indiano), al contrario di quanti pensano che la lotta di Shivaji fosse per ottenere "libertà religiosa" per gli Hindu.

## Conflitto con Bijapur
In quello stesso anno Shivaji corruppe o persuase Inayat Khan, il comandante bijapuri del Forte Torna, a consegnargli il Forte. Il Maratha Firangoji Narsala, che controllava il Forte di Chakan (Maharashtra), gli dichiarò la propria lealtà e il Forte di Kondana fu acquisito da Shivaji tramite corruzione del Governatore di Bijapur. Il 25 luglio 1648, Shahaji fu imprigionato da Baji Ghorpade per ordine del signore di Bijapur Moḥammed ʿĀdil Shāh, nel tentativo di frenare Shivaji.
Secondo Sarkar, Shahaji fu rilasciato nel 1649 dopo la conquista di Jinji (o Sengi) che assicurò la posizione di ʿĀdil Shāh in Karnataka. Nel corso di questi eventi, dal 1649 al 1655 Shivaji si fermò nelle sue azioni guerriere per consolidare quanto aveva conquistato. Dopo essere stato rimesso in libertà, suo padre Shahaji si ritirò dalla vita pubblica e morì verso il 1664–1665 in un incidente di caccia. Dopo il rilascio paterno, Shivaji riprese le sue incursioni e, nel 1656, in circostanze controverse, uccise Chandrarao More, un vassallo feudale maratha di Bijapur, e gli strappò la vallata del Javali, presso l'attuale Mahabaleshwar.

### Combattimento contro Afzal Khan

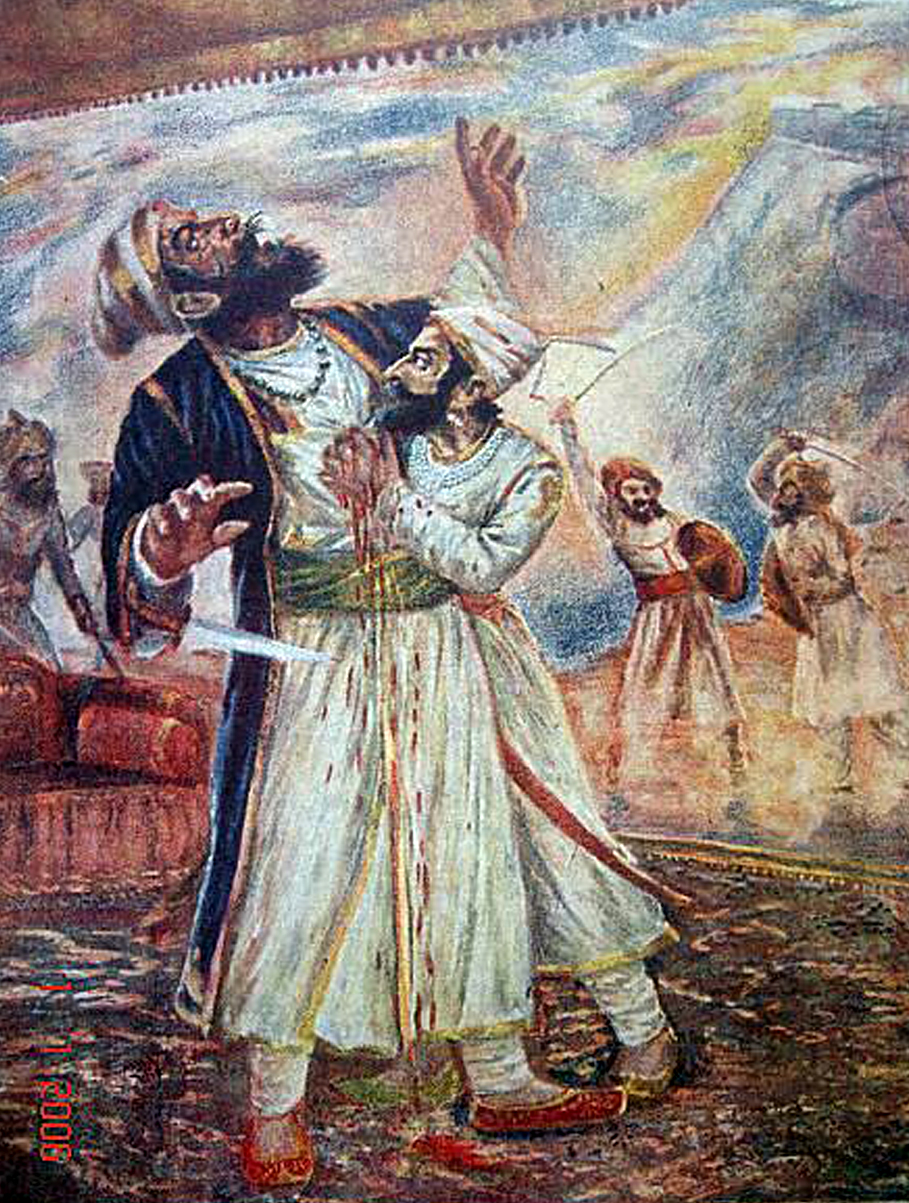
Un dipinto dei primi del XX secolo di Sawlaram Haldankar che rappresenta Shivaji che combatte e uccide il generale bijapuri Afḍal Khān

Il musulmano ʿĀdil Shāh era scontento per le perdite subite per opera delle forze di Shivaji, che il suo vassallo Shahaji aveva formalmente sconfessato. Essendosi concluso il suo conflitto coi Mughal ed esprimendo il suo spiccato talento nel reagire, nel 1657 inviò il suo esperto generale Afḍal Khān ad arrestare Shivaji. Prima di eseguire l'ordine, le forze di Bijapur profanarono il tempio Tulja Bhavani, sacro per la famiglia di Shivaji, e il tempio Vithoba a Pandharpur, sito di un importante pellegrinaggio per gli hindu. ·  · 
Tallonato dalle forze di Bijapur, Shivaji si ritirò nel Forte di Pratapgad, dove molti dei suoi seguaci lo esortarono ad arrendersi. Si creò una situazione di stallo, con Shivaji incapace di rompere l'assedio e Afḍal Khān, in possesso di una forte cavalleria ma senza attrezzature indispensabili per un assedio, incapace quindi di conquistare il Forte. Dopo due mesi, Afḍal Khān spedì un suo inviato da Shivaji suggerendo un incontro privato tra i due fuori dal Forte per giungere a una soluzione. · 
I due s'incontrarono in una capanna ai piedi del forte Pratapgad il 10 novembre 1659. Nell'accordo preliminare si era convenuto che i due si sarebbero incontrati armati solo con una spada, scortati da un solo attendente. Shivaji, sospettando che Afḍal Khān lo avrebbe arrestato o attaccato, o progettando di attaccarlo lui stesso, indossava un'armatura sotto i suoi vestiti, celava un bagh nakh ("artiglio di tigre" in metallo) sul braccio sinistro, e aveva un pugnale nella mano destra.
I resoconti variano su chi dei due abbia inferto il primo colpo: Le cronache maratha accusano Afḍal Khān di tradimento, mentre quelle persiane ritorcono l'accusa su Shivaji. ·  Nel corpo a corpo, la spada di Afḍal Khān fu fermata dalla corazza di Shivaji, mentre le armi di Shivaji inflissero colpi mortali al generale; Shivaji fece poi sparare un colpo di cannone per segnalare alle sue truppe nascoste di attaccare i soldati di Bijapur. Nella susseguente battaglia di Pratapgarh combattuta il 10 novembre 1659, le forze di Shivaji ottennero una vittoria decisiva su quelle del Sultanato di Bijapur. Più di 3 000 soldati dell'esercito di Bijapur sarebbero stati uccisi e, tra essi, un sardar di alto rango, inoltre due figli di Afḍal Khān e due capi maratha furono presi prigionieri.
Dopo la vittoria, una grande parata fu tenuta da Shivaji sotto Pratapgarh. I nemici catturati, sia ufficiali, sia soldati, furono liberati e fatti tornare a casa con dei soldi, viveri e altri doni concessi loro. I Maratha furono trattati di conseguenza.

### Assedio di Panhala
Dopo aver sconfitto le forze di Bijapur, l'esercito di Shivaji marciò su Konkan e Kolhapur, impadronendosi del Forte di Panhala e infliggendo nel 1659 una nuova sconfitta ai soldati di Bijapur mandatigli contro, agli ordini di Rustam Zaman e Faḍl Khān. Nel 1660, ʿĀdil Shāh ordinò al generale Siddi Jawhar di attaccare la frontiera meridionale dei domini di Shivaji, alleandosi con i Mughal che dovevano attaccare da settentrione.
A quel tempo, Shivaji era accampato nel Forte di Panhala con le sue forze. L'esercito di Siddi Jawhar assediò quindi Panhala a metà anno, tagliando le vie di rifornimento al Forte. Durante il bombardamento di Panhala, Siddi Jawhar acquistò granate dai Britannici a Rajapur (Maharashtra e assoldò anche alcuni artiglieri britannici per il bombardamento del Forte, ostentando una bandiera usata dai Britannici. Ciò fu visto come un atto sleale e irritò Shivaji, che in dicembre si sarebbe vendicato, saccheggiando l'insediamento agricolo inglese di Rajapur e catturando quattro dei suoi fattori e imprigionandoli fino a metà del 1663.
Dopo mesi d'assedio, Shivaji negoziò un accordo con Siddi Jawhar, consegnò il Forte il 22 settembre del 1660 e si ritirò a Vishalgad; Shivaji riprese Panhala nel 1673.

### Battaglia di Pavan Khind
Si discute sulle circostanze del ritiro di Shivaji (accordo o fuga) e della sua destinazione (Ragna o Vishalgad), ma il racconto popolare fornisce dettagli sul suo movimento notturno per Vishalgad e sul sacrificio delle retroguardia che gli consentì di fuggire. Secondo questi racconti, Shivaji fuggì da Panhala col favor delle tenebre, e fu inseguito dalla cavalleria nemica, mentre il Sardar maratha Baji Prabhu Deshpande di Bandal Deshmukh, con 300 cavalieri, si sarebbe offerto di combattere fino alla morte per trattenere il nemico a Ghod Khind ("burrone del cavallo") e dare a Shivaji e al resto delle sue forze una possibilità di raggiungere la salvezza nel Forte di Vishalgad.{
Nella successiva battaglia di Pavan Khind, la più esigua forza maratha bloccò le più numerose forze nemiche, dando il tempo necessario a Shivaji di fuggire. Baji Prabhu Deshpande fu ferito, ma continuò a combattere fin quando udì il colpo di cannone esploso da Vishalgad, che segnalava l'arrivo di Shivaji nel Forte la sera del 13 luglio 1660. Ghod Khind (khind significa "uno stretto passo montano"), chiamato in seguito Paavan Khind ("passo sacro") in onore di Bajiprabhu Deshpande, Shibosingh Jadhav, Fuloji, e di tutti gli altri soldati che combatterono lì.

## Conflitto coi Mughal
Fino al 1657, Shivaji mantenne relazioni pacifiche con l'Impero Mughal. Shivaji offrì il suo aiuto ad Aurangzeb, il viceré Mughal del Deccan e figlio dell'Imperatore in carica, con la conquista di Bijapur in cambio del formale riconoscimento del suo diritto di possesso dei forti e dei villaggi di Bijapur. Scontento della risposta mughal, e ricevendo una proposta migliore da parte di Bijapur, egli lanciò un raid contro il Deccan mughal. Il confrponto tra Shivaji e i Mughal cominciò nel marzo del 1657, quando due ufficiali di Shivaji effettuarono un'incursione in territorio mughal presso Ahmednagar. A ciò seguirono incursioni su Junnar, con Shivaji che s'impadronì di 300 000 hun in contanti e 200 cavalli. Aurangzeb reagì ai raid inviando Nasiri Khān, che sconfisse le forze di Shivaji ad Aḥmednagar. Tuttavia, le contromisure di Aurangzeb contro Shivaji furono interrotte dal sopraggiungere della stagione delle piogge e dalla battaglia di successione coi fratelli per il trono mughal, intervenuta dopo la malattia dell'Imperatore Shāh Jahān.

### Attacchi contro Shāista Khān e Surat

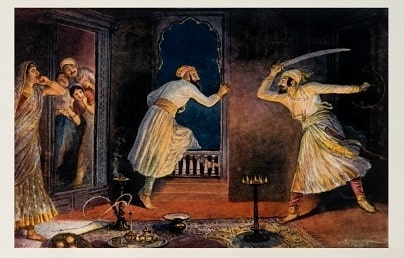
Shāista Khān sorpreso

Su richiesta di Badi Begum di Bijapur, Aurangzeb, diventato Imperatore mughal, spedì nel febbraio 1660 suo zio materno Shāista Khān, con un enorme esercito di circa 150 000 uomini, rafforzato da una potente artiglieria, ad attaccare assieme a un esercito di Bijapur al comando di Siddi Jawhar. Shāista Khān, col suo esercito meglio equipaggiato e armato di 80 000 uomini, prese Pune. Prese anche il vicino forte di Chakan (Maharashtra), assediandola per un mese e mezzo prima di superarne le mura. Shāista Khān sfruttò il suo vantaggio di avere un efficiente esercito e conquistò alcune parti dei territori maratha e, conquistata la città di Pune, scelse come sua residenza il palazzo del Lal Mahal (Palazzo Rosso) di Shivaji.
Nell'aprile del 1663, Shivaji lanciò un attacco a sorpresa contro Shāista Khān a Pune, con un piccolo gruppo di uomini. Dopo aver conseguito un vantaggio iniziale giungendo al complesso abitativo in cui viveva Shāista Khān, gli incursori riuscirono a uccidere, evidentemente senza sforzo, alcune delle mogli degli occupanti, ma Shāista Khān fuggì, perdendo un dito nella mischia sviluppatasi. Shāista Khān trovò rifugio tra le forze mughal fuori di Pune, e Aurangzeb lo punì per la sua mancata vigilanza con un trasferimento in Bengala.
Per vendicarsi degli attacchi di Shāista Khān e per rimpinguare il suo tesoro pressoché vuoto, nel 1664 Shivaji saccheggiò la città portale di Surat, un ricco centro mercantile mughal.

### Trattato di Purandar

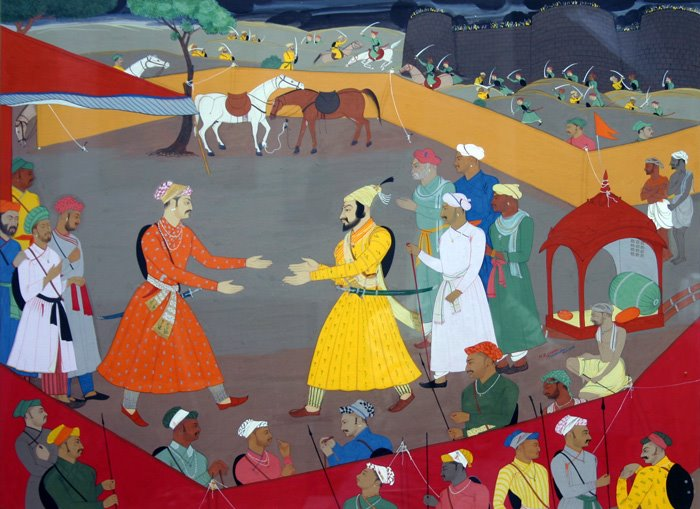
Raja Jai Singh di Amber riceve Shivaji un giorno prima di concludere il Trattato di Purandar (1665).

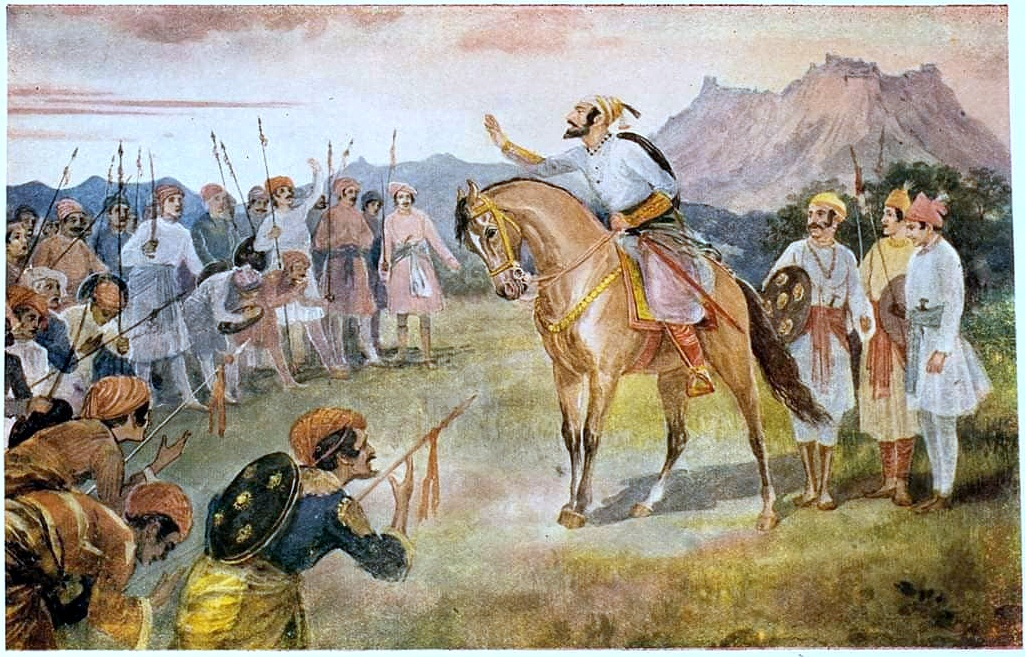
Shivaji sul cammino di Purandar

Gli attacchi a Shāista Khān e a Surat irritarono Aurangzeb. Pe tutta risposta inviò il Rajput Mīrzā Raja Jai Singh I con un esercito di circa 15000 uomini ad affrontare e sconfiggere Shivaji. Per tutto il 1665, le forze di Jai Singh tallonarono Shivaji, con le loro cavallerie che distruggevano le campagne, e i loro soldati che assediavano e investivano i forti di Shivaji. Il comandante mughal riuscì ad attirare molti comandanti di Shivaji e dei suoi cavalieri perché entrassero al servizio dei Mughal. A metà del 1665, con la fortezza di Purandar assediata e prossima a capitolare, Shivaji fu costretto a piegarsi a una trattativa con Jai Singh.
Nel Trattato di Purandar, firmato da Shivaji e da Jai Singh l'11 giugno 1665, Shivaji consentì che consegnare 23 dei suoi forti e di mantenerne solo 12, oltre a versare 400 000 hun d'oro ai Mughal. Shivaji si piegò ad accettare la condizione di vassallo dell'Impero Mughal, e a inviare suo figlio Sambhaji, con 5 000 cavalieri, a combattere per i Mughal nel Deccan in qualità di mansabdar.  · 

### Arresto ad Agra e fuga
Nel 1666, Aurangzeb convocò Shivaji ad Agra (sebbene alcune fonti parlino di Delhi), assieme al suo figliolo Sambhaji. Il piano di Aurangzeb era di spedire Shivaji a Kandahar, ora in Afghanistan, per consolidare le frontiere di NO dell'Impero mughal. Tuttavia, alla sua corte, il 12 maggio 1666, Aurangzeb fece stare Shivaji dietro ai  mansabdār (comandanti militari). Shivaji ritenne ciò un'offesa e abbandonò rapidamente la corte imperiale , e fu immediatamente posto agli arresti domiciliari, sotto la sorveglianza di Faulad Khān, Kotwal di Agra.
La posizione di Shivaji agli arresti era pericolosa, tanto che alla corte di Aurangzeb si discusse se ucciderlo o seguitare a usufruire dei suoi non trascurabili servizi e delle sue capacità, e Shivaji sfruttò i suoi fondi in via di diminuzione per corrompere i cortigiani affinché lo sostenessero. Giunsero disposizioni dall'Imperatore perché Shivaji fosse destinato a Kabul, ma Shivaji rifiutò. Invece chiese che gli fosse restituito il possesso dei suoi forti per servire i Mughal in veste di Mansabdār; Aurangzeb ribatté che egli avrebbe dovuto consegnare i forti che ancora erano controllati da Shivaji prima di tornare al servizio dei Mughal. 

Shivaji riuscì a fuggire da Agra grazie alla corruzione di vari uomini delegati alla sua sorveglianza, e l'Imperatore non riuscì ad accertare i fatti con sicurezza, malgrado un'inchiesta. La leggenda popolare narra che Shivaji si fosse nascosto col figlio dentro due ampi canestri, facendoli spacciare per donativi di dolciumi da destinare a entità religiose in città.

### Pace coi Mughal
Dopo la fuga di Shivaji, le ostilità con i Mughal diminuirono,con il Sardar mughal Jaswant Singh che agiva da intermediatore tra Shivaji e Aurangzeb con proposte per una nuova pace. Tra il 1666 e il 1668, Aurangzeb conferì il titolo di Raja a Shivaji. Anche Sambhaji fu ripristinato come Mansabdar con 5 000 cavalli. Shivaji in quel periodo inviò Sambhaji col generale Prataprao Gujar perché servisse col viceré mughal, il principe Muʿaẓẓam ad Aurangābād. A Sambhaji fu anche assegnato un territorio a Berār per raccogliervi le imposte. Aurangzeb permise inoltre a Shivaji di aggredire il decadente Sultano ʿAlī ʿĀdil Shāh II e gli garantì l'incasso dei diritti di sardeshmukhi (tassa addizionale del 10% che veniva riscossa insieme alla chauth) e di chauth a Shivaji.

## Riconquista

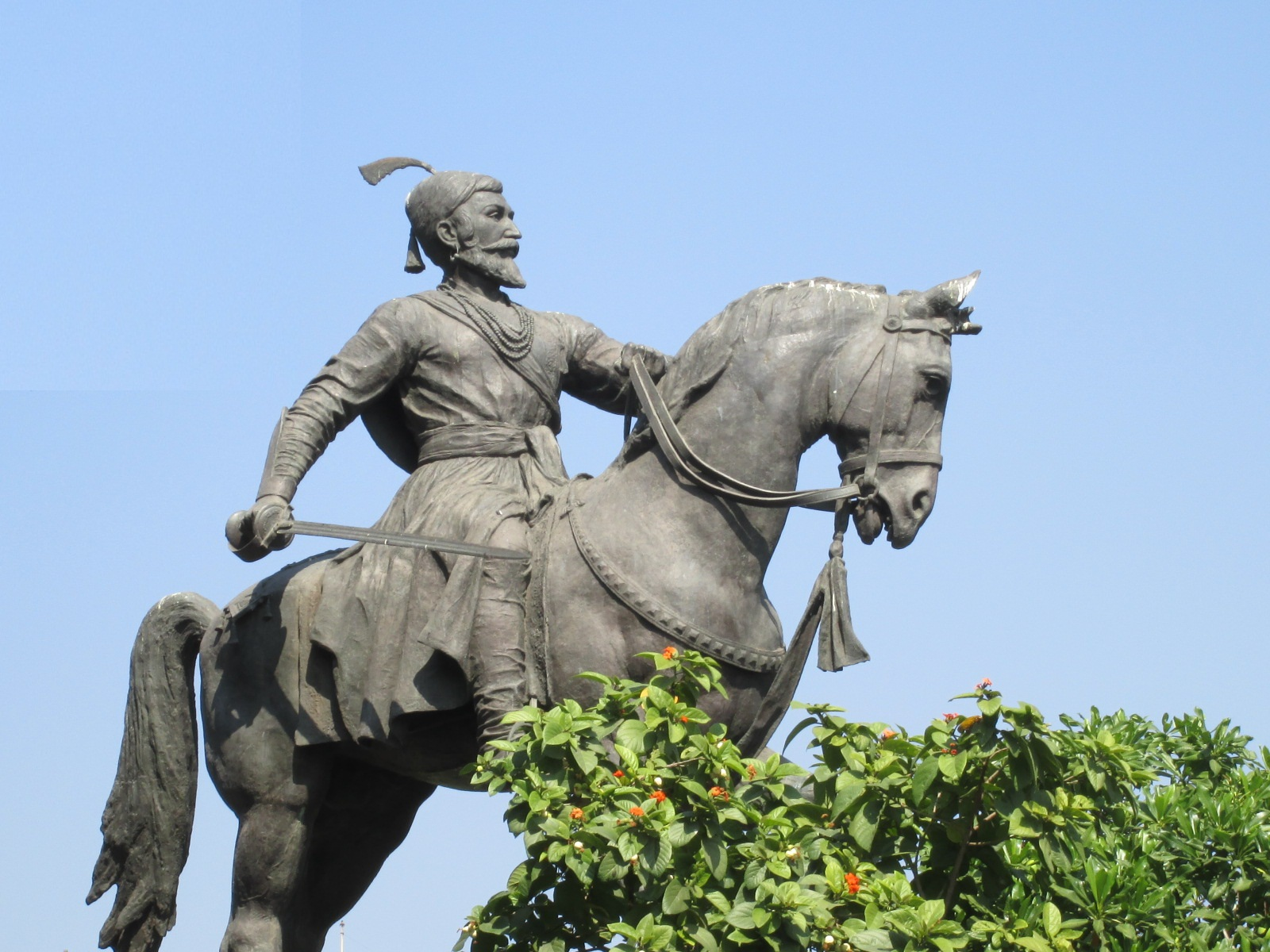
Statua di Shivaji antistante la Gateway of India (Portale dell'India) a Mumbai Sud.

La pace tra Shivaji e i Mughal durò fino al 1670. A quel tempo Aurangzeb divenne sospettoso degli stretti legami tra Shivaji e Muʿaẓẓam, che sospettava potesse insidiargli il trono e che avesse ricevuto tangenti da Shivaji.  All'epoca, Aurangzeb, aveva assoldato ancora per la guerra gli Afghani, ridotti però notevolmente di numero nel suo esercito in Deccan. Molti di loro, mandati via e senza più paga, entrarono rapidamente al servizio dei Maratha. I Moghul portarono anche via a Shivaji il jagir di Berār per recuperare il denaro prestatogli qualche anno prima. Per tutta risposta, Shivaji lanciò un'offensiva contro i Mughal e recuperò nell'arco di quattro mesi la maggior parte dei territori che si erano arresi a loro.
Shivaji saccheggiò nel 1670 Surat (Gujarat) per la seconda volta, ma gli insediamenti britannici e olandesi furono però in grado di respingere i suoi attacchi, anche se egli poté comunque saccheggiare la città, depredando altresì i beni di un principe musulmano della Transoxiana che stava tornando da Mecca. Infuriati da questi rinnovati assalti, i Mughal ripresero le ostilità contro i Maratha, inviando una forza armata sotto Dāʾūd Khān a intercettare Shivaji che tornava da Surat, ma vennero sconfitti nella battaglia di Vani-Dindori, presso l'attuale Nashik.
Nell'ottobre del 1670, Shivaji inviò i suoi guerrieri ad attaccare i Britannici a Bombay; giacché essi avevano rifiutato di vendergli materiale bellico. I suoi uomini bloccarono i lavoratori di carpenteria di Bombay. Nel settembre 1671, Shivaji spedì un suo ambasciatore a Bombay, per ottenere ancora una volta materiale, questa volta per combattere contro Danda-Rajpuri. I britannici nutrivano dubbi sui vantaggi che Shivaji avrebbe potuto guadagnare da quella sua azione di conquista, ma non volevano perdere alcuna possibilità di incassare un risarcimento per il suo saccheggio delle loro fabbriche a Rajapur. Inviarono quindi il ten. Stephen Ustick a trattare con Shivaji, ma i negoziati fallirono sull'ammontare dell'indennità pretesa dai britannici relativa a Rajapur. Numerosi scambi di inviati seguirono negli anni successivi, con qualche accordo relativo alle armi nel 1674, ma Shivaji non versò mai alcun indennizzo per Rajapur prima della sua morte, e le fabbriche di carpenteria furono chiuse alla fine del 682.

### Battaglie di Umrani e Nesari
Nel 1674, Prataprao Gujar, il comandante in capo delle forze maratha, fu spedito a respingere le foza d'invasione guidata dal generale del Bijapur, Bahlōl Khān. Le unità di Prataprao sbaragliarono il nemico e catturarono il generale nemico in battaglia, dopo aver tagliato i rifornimenti idrici dell'avversario, accerchiando e isolando un lago d'importanza strategica: fatto che spinse Bahlōl Khān a chiedere la pace. Malgrado l'opinione avversa di Shivaji, Prataprao rilasciò Bahlōl Khān, che prese subito a organizzare nuove azioni ostili.
Shivaji spedì una missiva risentita a Prataprao, negandogli udienza fin quando Bahlōl Khān non fosse stato nuovamente catturato. Irritato dall'atteggiamento del suo comandante, Prataprao rintracciò Bahlōl Khān Khan e lo attaccò con solo sei suoi cavalieri, lasciandosi dietro la sua principale forza militare. Prataprao fu ucciso in combattimento. Shivaji fu profondamente afflitto alla notizia della morte di Prataprao, e dispose il matrimonio del suo secondogenito, Rajaram, con la figlia di Prataprao. Anandrao Mohite divenne Hambirrao Mohite, nuovo sarnaubat (comandante in capo delle forze maratha). Forte Raigad fu ricostruito da Hiroji Indulkar, per fungere da nucleo della nuova capitale del nascente Regno maratha.

## Incoronazione

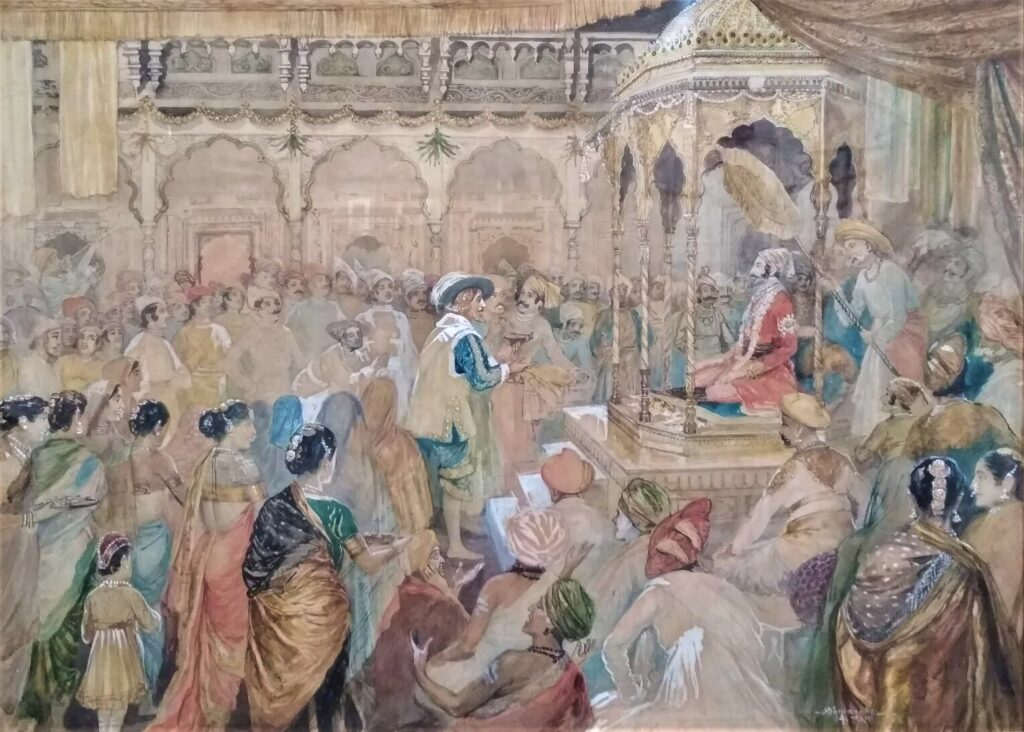
Il Durbar dell'incoronazione, con oltre 100 personaggi presenti ritratti

Shivaji s'era impadronito di ampi e ricchi territori nel corso delle sue tante campagne militari, ma era privo di un titolo formale, essendo ancora tecnicamente uno dei zamindar mughal, figlio di un Jāgīr Bijapuri, senza una base legale per governare i suoi territori. Un titolo regio avrebbe potuto risolvere la questione e prevenire le sfide degli altri capi dei Maratha, che potevano rivendicare il fatto di essergli pari per dignità. Molte delle grandi famiglie di Jāgīrdār maratha al servizio degli ʿĀdilshāhī si erano da principio opposte fortemente a Shivaji. Tra esse i Ghadge, i More, i Mohite, i Ghorpade, gli Shirke e i Nimbalkar.
Un contrasto si manifestò tra i bramini della corte di Shivaji: essi rifiutarono d'incoronare Shivaji come re, poiché la dignità reale era riservata alla casta kshatriya, e non ad altre caste. Shivaji discendeva invece da un lignaggio di capi dei villaggi, coinvolti nell'agricoltura, e i bramini adi conseguenza lo annoveravano tra i coltivatori della terra (cioè alla varṇa shudra).
Shivaji convocò allora Gaga Bhatt, un paṇḍit di Varanasi, che annunciò di aver rintracciato una genealogia che provava che Shivaji discendeva dai Rajput Sisodia, e che quindi apparteneva alla kshatriya. Per rafforzare questo status, Shivaji si sottomise a cerimonie religiose come l'Upanayana e sposò nuovamente le mogli in accordo con le cerimonie vediche riservate all'appartenente alla kshatriya.
Il 28 maggio, Shivaji compì le penitenze relative alla non osservanza dei riti della kshatriya dei suoi antenati e di se stesso per tanto tempo, per ricevere poi il sacro filo da parte di Gaga Bhatta. Il giorno dopo, Shivaji fece espiazione per i suoi peccati commessi a suo tempo: due dotti bramini sottolinearono che Shivaji, mentre effettuava le sue incursioni, aveva incendiato città, con la conseguente morte di bramini, vacche, donne e bambini, indicando come cifra da pagare per espiare quegli atti la somma di 8 000 rupie: cifra che Shivaji pagò. La spesa complessiva della cerimonia ammontò a circa 5 milioni di rupie.
Shivaji fu incoronato Re dei Maratha Swaraj in una sontuosa cerimonia il 6 giugno 1674 a Forte Raigad. Nel calendario hindu, era il 13º giorno (trayodashi) del primo della prima quindicina del mese di Jyeshtha dell'anno 1596. Gaga Bhatt officiò il rito, impugnando una nave in oro con le sette sacre acque dei fiumi Yamuna, Indo, Gange, Godavari, Narmada, Krishna e Kaveri sulla testa di Shivaji e intonando mantra vedici relativi all'incoronazione. Dopo l'abluzione, Shivaji si inchinò davanti a Jija Bai e le toccò i piedi. Circa 50 000 persone convennero al Forte Raigad per le cerimonie. Shivaji fu chiamato Shakakarta ("fondatore di un'era") e Chhatrapati ("Supremo Sovrano"). Gli fu attribuito anche il titolo di Haindava Dharmodhhaarak (protettore della fede Hindu).
La madre di Shivaji, Jija Bai, morì il 18 giugno 1674, ossia 12 giorni dopo quell'incoronazione.

I Maratha si rivolsero allora al goswami tantrico bengalese Nischal Puri, che sentenziò che l'incoronazione avvenuta era stata tenuta sotto l'influenza negativa degli astri e che una seconda cerimonia d'incoronazione era necessaria. Essa fu decisa il 24 settembre 1674 e intendeva rabbonire quanti ancora credevano che Shivaji non fosse qualificato per la prima incoronazione, avvenuta non in accordo ai riti dettati dai Veda.
Shivaji fu quindi incoronato una seconda volta il 4 ottobre 1674, scansando le rischiose conseguenze dell'infausta morte della madre di Shivaji.

## Conquista dell'India meridionale

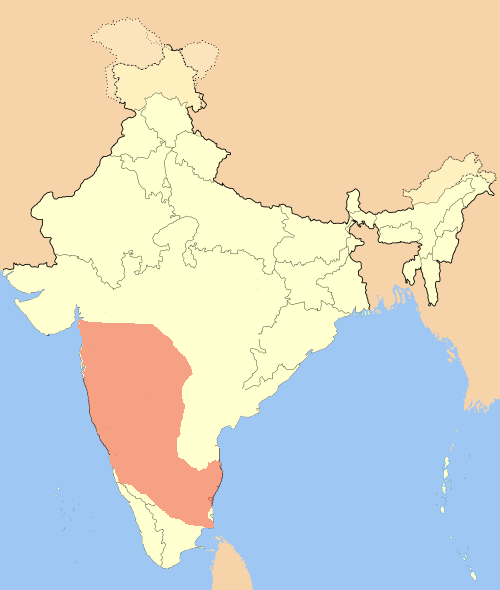
L'Impero Maratha nel 1680

A partire dal 1674, i Maratha avviarono una campagna offensiva, facendo incursioni su Khandesh (in ottobre), conquistando Ponda (Sultanato di Bijapur) nell'aprile del 1675), Karwar (a metà anno) e Kolhapur (luglio). In novembre la flotta maratha ebbe schermaglie con i Siddi di Janjira, ma non riuscirono a prevalere. Dopo essere guarito da una malattia, avvantaggiandosi di un conflitto che contrapponeva gli Afghani a Bijapur, Shivaji effettuò incursioni su Athani nell'aprile del 1676.
Nel periodo precedente alla sua spedizione, Shivaji fece appello al senso di patriottismo degli abitanti del Deccan, secondo cui l'India meridionale era una patria che doveva essere protetta dagli estranei. Il suo appello ebbe un qualche successo e nel 1677 Shivaji fece una visita di un mese a Hyderabad e avviò trattative con la dinastia Qutb Shahi del Sultanato di Golconda, dicendosi favorevole a denunciare la sua alleanza con Bijapur e a opporsi congiuntamente ai Mughal. Nel 1677 Shivaji invase il Karnataka con 30 000 cavalleggeri e 40 000 fanti, appoggiato dall'artiglieria di Golkonda e dalle sue risorse finanziarie. Procedendo verso sud, Shivaji 'impadronì dei forti di Vellore e Gingee (Senji), l'ultimo dei quali sarebbe servito come capitale dei Maratha durante il regno di suo figlio Rajaram I.
Shivaji intendeva riconciliarsi col fratellastro di lui più giovane, Venkoji (Ekoji I), figlio di Shahaji e della sua seconda moglie, Tukabai (nata Mohite), che aveva governato Thanjavur (Tanjore) dopo Shahaji. I primi incoraggianti negoziati fallirono e, tornando a Raigad, Shivaji sbaragliò l'esercito del fratellastro il 26 novembre del 1677 e s'impadronì di gran parte dei suoi possedimenti sull'altopiano di Mysore. La moglie di Venkoji, che Shivaji rispettava grandemente, avviò un nuovo negoziato con Shivaji, e convinse anche il marito a prendere le distanze dai suoi consiglieri musulmani. Alla fine, Shivaji acconsentì a restituire alla donna e alle sue discendenti femminili numerose proprietà di cui s'era impadronito, mentre Venkoji si convinceeva ad accettare un certo numero di condizioni per assicurare un'adeguata amministrazione dei suoi territori e a ospitare il futuro memoriale (samadhi) di Shivaji.

## Morte e successione

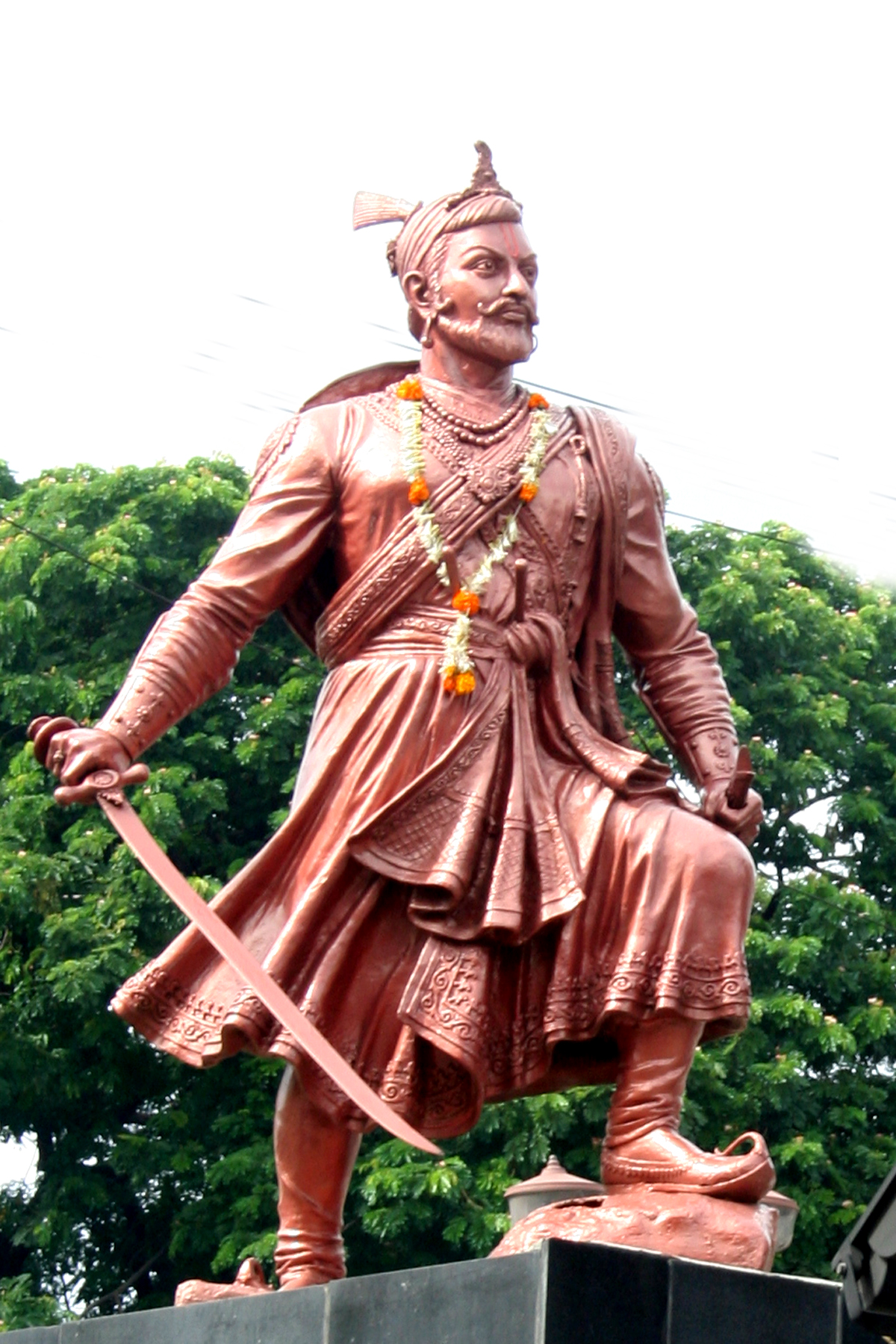
Sambhaji, primogenito di Shivaji, succedette al padre

La questione dell'erede designato di Shivaji era resa complicata dalla sfiducia nutrita dal padre per il suo primogenito Sambhaji, che considerava un irresponsabile. Incapace di correggerlo, Shivaji confinò suo figlio a Panhala nel 1678, cui seguì però la sua fuga con la moglie e il suo estraniamento per un anno nei confronti dell'impegno contro i Mughal. Sambhaji infine tornò sui suoi passi, senza mutare atteggiamento, per essere ancora una volta confinato a Panhala.
A fine marzo del 1680 Shivaji si ammalò, con febbre e dissenteria, finendo di morire il 3 aprile dello stesso anno, alla vigilia del Sati di Hanuman Jayanti (festa religiosa hindu che celebra la nascita del dio hindu Hanuman). Putalabai, la più anziana delle sue mogli sopravvissute e senza bambini, salì infatti sulla pira eretta per il funerale di Shivaji. A un'altra vedova, Sakwarbai, non fu permesso di imitarla, in quanto aveva una figlia piccola. Si dice (senza riprova) che una seconda moglie del defunto sovrano, Soyarabai, lo avesse avvelenato per agevolare la salita al trono del figlio di 10 anni, Rajaram.
Dopo la morte di Shivaji, Soyarabai avrebbe complottato con vari ministri di Shivaji per incoronare il figlio Rajaram, a detrimento del figliastro Sambhaji. Il 21 aprile 1680, il decenne Rajaram fu posto sul trono paterno ma Sambhaji s'impadronì del Forte Raigad dopo aver ucciso il suo comandante, e il 18 giugno, assunse il controllo di Raigad, e salì formalmente sul trono il 20 luglio. Rajaram, sua moglie Janki Bai e la madre Soyrabai furono imprigionati nel Forte di Raigad e Soyrabai fu giustiziata per cospirazione in quello stesso mese di ottobre.